# Sielec (rejon lidzki)
Sielec (biał. Сялец, Sialec; ros. Селец, Sielec) – wieś na Białorusi, w obwodzie grodzieńskim, w rejonie lidzkim, w sielsowiecie Honczary, nad Niemnem.
Znajduje się tu stacja kolejowa Niemen, położona na linii Baranowicze – Lida.

## Historia
W XIX i w początkach XX w. wieś i majątek ziemski położone w Rosji, w guberni wileńskiej, w powiecie lidzkim, w gminie Gonczary. Własność m.in. księcia Witgensteina.
W dwudziestoleciu międzywojennym leżał w Polsce, w województwie nowogródzkim, w powiecie lidzkim, do 11 kwietnia 1929 w gminie Honczary, następnie w gminie Bielica. W 1921 miejscowość liczyła 308 mieszkańców, zamieszkałych w 55 budynkach, w tym 222 Białorusinów, 52 Polaków i 34 Żydów. 230 mieszkańców było wyznania prawosławnego, 44 rzymskokatolickiego i 34 mojżeszowego.
Po II wojnie światowej w granicach Związku Sowieckiego. Od 1991 w niepodległej Białorusi.